# Breiðdalshreppur
Breiðdalshreppur est une ancienne municipalité de l'est de l'Islande dont le chef-lieu est Breiðdalsvík. En 2018, elle fusionne avec celle de Fjarðabyggð.